# Companyia dels Sacerdots de Sant Sulpici
- Per a l'orde monàstic medieval de Saint-Sulpice-des-Bois, vegeu: Orde de Sant Sulpici

La Companyia dels Sacerdots de Sant Sulpici, en llatí Societas Presbyterorum a Sancto Sulpitio, és una societat de vida apostòlica de clergues, de dret pontifici. Els seus membres reben el nom de sulpicians i posposen al seu nom les sigles P.S.S.

## Història
Va ésser fundada al carrer de Vauginard, a París, el 29 de desembre de 1641 pel sacerdot Jean-Jacques Olier, exponent de l'escola francesa d'espiritualitat, per a fomentar la formació del clergat i el jovent mitjançant un seminari. Quan el fundador va ésser nomenat rector de l'església de Saint-Sulpice, hi va traslladar la seu del seminari que havia fundat. Aviat, per formar els estudiants, es creà una societat de clergues que els ensenyaven i s'encarregaven de la gestió del seminari.

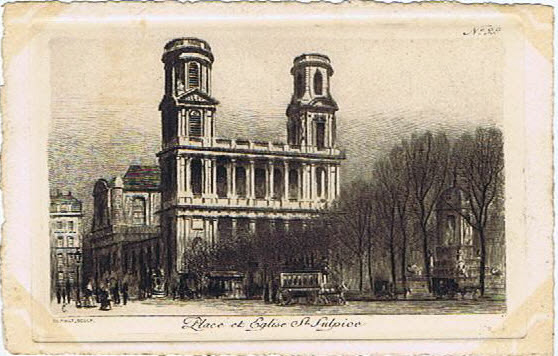
Saint-Sulpice de París, postal antiga.

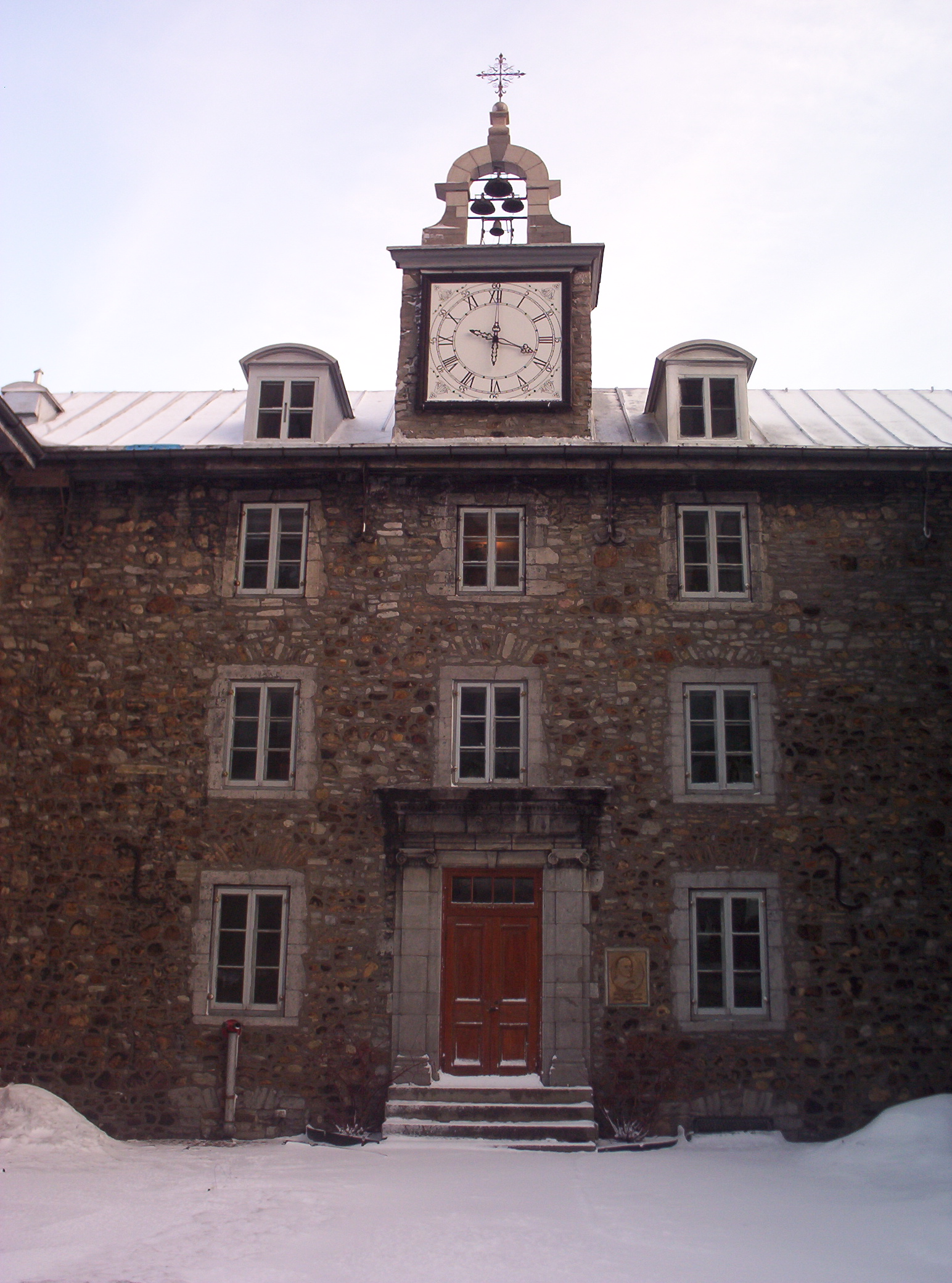
Seminari de Montreal, edifici antic.

La societat va ésser aprovada el 5 d'agost de 1664 pel cardenal Flavio Chigi (1631-1693), legat del papa Alexandre VII, però no va tenir l'aprovació definitiva de la Santa Seu fins al 8 de juliol de 1931.
A imitació del de París, es crearen altres seminaris sulpicians, coneguts per l'ortodòxia de la doctrina catòlica i un alt sentit de la moral. Contraris a qualsevol tipus d'heretgia, van salvaguardar el catolicisme de manera que Pius X afirmà que els sulpicians havien estat la salvació del cristianisme a França. Durant el segle xviii aquests seminaris van atraure com alumnes fills de nobles, que van formar una jerarquia en l'església francesa del període. Entre els alumnes del seminari de París hi hagué Jean-Baptiste de La Salle i Louis-Marie Grignion de Montfort.
El 1657 els sulpicians van fundar una casa a Montreal, intervenint decisivament en l'evangelització de les colònies franceses del Canadà.

## Activitat i difusió
L'objectiu de la societat és l'educació dels sacerdot i la seva tasca parroquial. Els prevere es fan membres de la congregació quan ja han estat ordenats i han fet alguns anys de servei pastoral.
Al final de 2005, la companyia tenia 28 cases i 316 membres, tots ells preveres.